# Samuel Holdheim

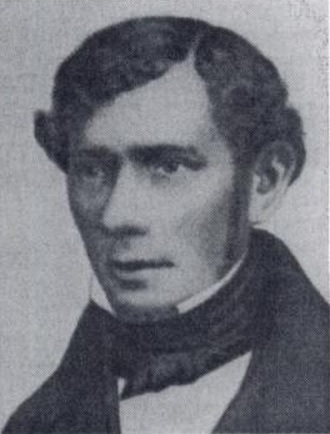

Samuel Holdheim (Kempen, Posen 1806 - Berlín 1860),  junto al rabino Abraham Geiger, fue uno de los principales rabinos del naciente Movimiento Reformista, y el que tenía la visión más radical (a diferencia de Geiger cuya opinión era más moderada). De hecho, Holdheim estaba a favor de la abolición de la circuncisión, en línea con el acercamiento que los algunos reformistas de su tiempo  hicieron a las mitzvot. Lo cierto es que la circuncisión no es un requisito, sino un precepto para entrar a formar parte del pueblo hebreo. Además trasladó los ritos del Sabbat al domingo y abolió el segundo día festivo, exceptuando el fin de año (Rosh Hashaná).
La visión de judaísmo de Samuel Holdheim no prevaleció en el movimiento reformista. En la actualidad el reformismo no conserva sus creencias o "propuestas".